# Росалес, Хосеф
Хосеф Еримид Росалес Эрасо (исп. Joseph Yerimid Rosales Erazo; род. 6 ноября 2000, Тегусигальпа) — гондурасский футболист, вингер клуба «Миннесота Юнайтед» и сборной Гондураса.

## Клубная карьера
Росалес начал карьеру в панамском клубе «Индепендьенте». 3 ноября 2018 года в матче против «Санта-Хема» он дебютировал в Лиге Панаменья. 2 февраля 2019 года в поединке против «Сан-Франсиско» Альберт забил свой первый гол за «Индепендьенте». В составе клуба он дважды выиграл чемпионат.
6 августа 2021 года Росалес был взят в аренду клубом MLS «Миннесота Юнайтед» на 18 месяцев. В высшей лиге США он дебютировал 15 сентября в матче против «Спортинга Канзас-Сити», заменив во втором тайме Джакори Хейза. 30 ноября 2022 года «Миннесота Юнайтед» объявила о выкупе Росалеса у «Индепендьенте» и подписала с ним однолетний контракт с опциями продления ещё на два сезона.

## Международная карьера
В 2019 года Росалес в составе молодёжной сборной Гондураса принял участие в молодёжном чемпионате мира в Польши. На турнире он сыграл в матчах против команд Новой Зеландии, Уругвая и Норвегии.
За сборную Гондураса Росалес дебютировал 30 марта 2022 года в матче квалификации чемпионата мира 2022 против сборной Ямайки.

## Достижения
Командные
 «Индепендьенте»
- Победитель Лиги Панаменья (2) — Клаусура 2019, Клаусура 2020